# Валери Букјерев
Валери Букјерев (Талин, Естонија, 15. јун 1964) био је естонски скакач мотком, учесник првих Летњих олимпијских игара 1992. на којим је Естонија учествовала као самостална земља. Завршио је на 17. месту резултатм 5,50 м. Учествовао је и на следећим 1996. у Атленти али није успео прескочити почетну висину.
Завршио је као седми на  Светском првенству 1993 (5,70), осми на Европском првенству у дворани 1994. са новим рекордом Естоније од 5,60 метара и четврти на Играма пријатељства 1994. године. 
Његов лични рекорд од 5,86 метара, постигнут у јулу 1994. године у Сомеру, актуелни је естонски рекорд.